# Динамо (баскетбольный клуб, Тирана)
«Дина́мо» (алб. Klubi Sportiv Dinamo Tirana) — албанский баскетбольный клуб из Тираны. Команда один раз выигрывала чемпионат Албании, участвовала в розыгрыше Европейской лиги ФИБА. В настоящее время «Динамо» выступает в третьей лиге и не имеет профессионального статуса.

## История
«Динамо» было основано в 1950 году. Как и одноимённый футбольный клуб, баскетбольное «Динамо» контролировалось Министерством внутренних дел НСРА и было одним из самых обеспеченных клубов Албании. Тем не менее, большие успехи обходили команду стороной: в «коммунистический» период «Динамо» ни разу не выигрывало чемпионат.
Европейский дебют «Динамо» пришёлся на сезон 1992/93, в Евролиге команда играла лишь однажды — после победы в чемпионате 1994/95. В розыгрыше 1995/96 динамовцы в первом же раунде уступили румынскому клубу «Сибиу».
Помимо единственной победы в чемпионате страны, «Динамо» 7 раз выигрывало Кубок Албании.
Наиболее принципиальные соперники динамовцев — столичные «Партизани» и «Тирана».

## Достижения
- Чемпион Албании[2]: 1994/95
- Обладатель Кубка Албании (7)[4]: 1974, 1979, 1986, 1991, 1992, 1993, 1999